# Sabana Grande
Sabana Grande é uma cidade venezuelana, capital do município de Bolívar (Trujillo).